# Bubu (Fluss)
Der Bubu ist ein saisonaler Fluss in Zentral-Tansania in der Region Dodoma nahe der Grenze zur Region Singida.

## Verlauf
Er entspringt in der Region Manyara am Mount Hanang in einer Höhe von 2.180 m. Das Einzugsgebiet des Flusses beträgt 12.661 km². Er mündet etwa 50 km westlich der Hauptstadt Dodoma in der endorheischen Bahi Depression in den Bahi-Sumpf (auch Sulunga-See).

## Hydrometrie
Die Durchflussmenge des Flusses wurde über 24 Jahre (1960–1984) in Bahi, einer Stadt in Tansania, etwa 7 Kilometer flussaufwärts von der Mündung in den Sulunha-See gemessen. Die in Bahi beobachtete mittlere jährliche Durchflussmenge betrug in diesem Zeitraum 5 m³/s.
- Diagrammdaten:
- Definition |
- Rohdaten |
- Hilfe